# Danica McKellar
Danica Mae McKellar (La Jolla, San Diego, Kalifornia, 1975. január 3. –) amerikai színésznő, író.
Legismertebb alakítása Quial 2015 és 2017 között az MC2 küldetés című sorozatban. Szinkronszínészként Az igazság ifjú ligája című sorozatban is közreműködött. Színészi pályafutása mellett hat matematikakönyvet írt gyermekek számára.

## Fiatalkora
A kaliforniai La Jollában született. Családjával nyolcéves korában Los Angelesbe költöztek. Édesapja, Christopher építési vállalkozó, öccse, Crystal pedig ügyvéd. Apai ágon skót, francia, német, spanyol és holland származású, édesanyja portugál.
A Kaliforniai Egyetem diplomázott 1998-ban.

## Pályafutása
Hétéves korában beiratkozott színjátszó órákra a Los Angeles-i Lee Strasberg Intézetben. Tizenhárom éves korában, 1988-ban szerepet kapott a The Wonder Years című sorozatban (1988). 2005-ben megjelent a Stuff magazinban. Feltűnt az Agymenők című sorozatban is.
2014-ben versenyzőként fellépett a Dancing with the Stars 18. évadában.

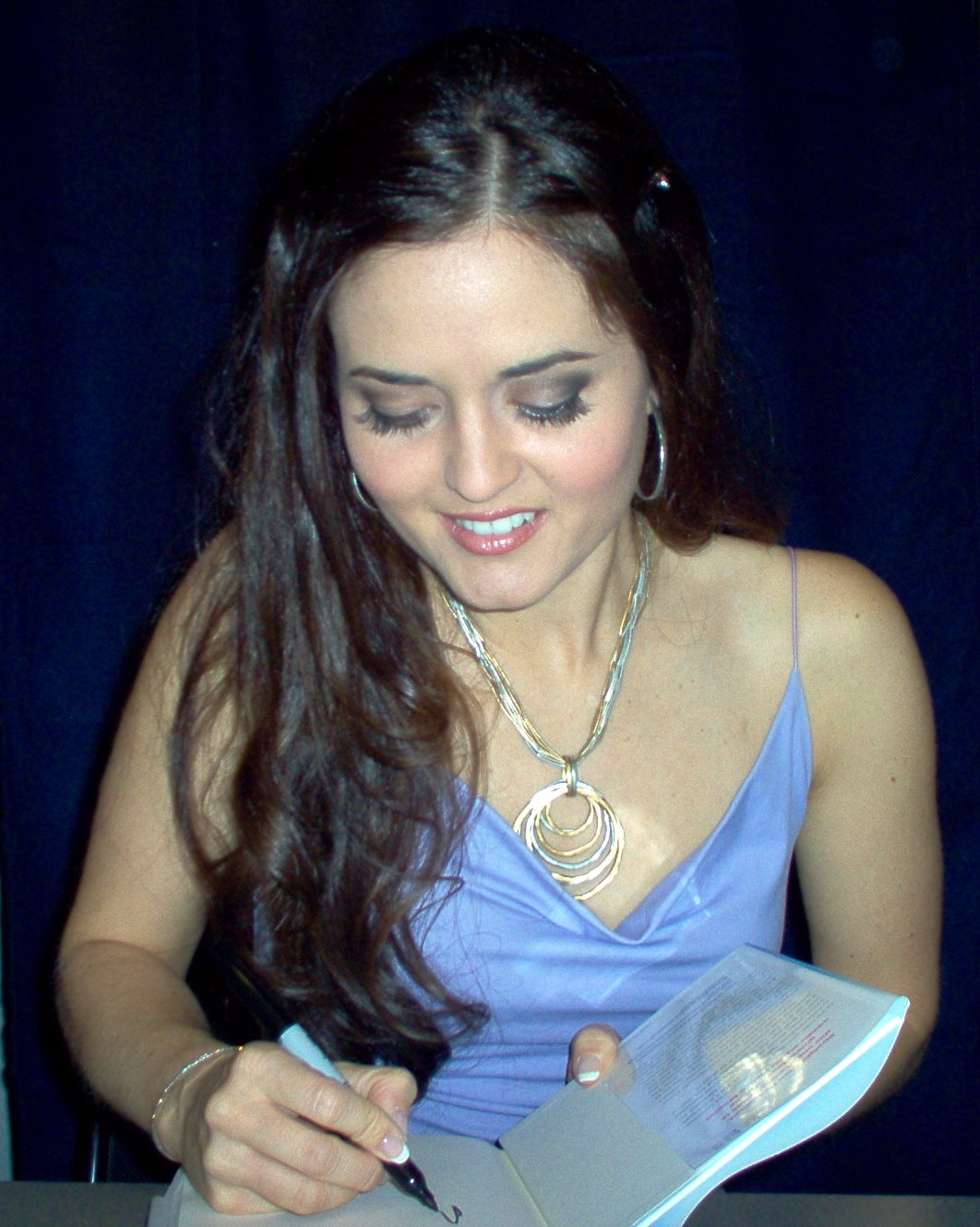
2007-ben

## Magánélete
2009. március 22-én feleségül ment Michael "Mike" Verta zeneszerzőhöz. A pár 2001 óta volt együtt. Első gyermekük, Draco 2010-ben született. 2012 júniusában nyújtották be a válópert.
2014. július 16-án barátja, Scott Sveslosky eljegyezte, még ugyanebben az évben összeházasodtak.

## Filmográfia

### Film
| Év   | Magyar cím                               | Eredeti cím                                  | Szerep                      | Magyar hang     |
| ---- | ---------------------------------------- | -------------------------------------------- | --------------------------- | --------------- |
| 1992 | A bajnok és a kölyök                     | Sidekicks                                    | Lauren                      | Roatis Andrea   |
| 2001 |                                          | Good Neighbor                                | Molly Wright                |                 |
| 2001 |                                          | XCU: Extreme Close Up                        | Sarah                       |                 |
| 2002 |                                          | Sex and the Teenage Mind                     | Debbie                      |                 |
| 2002 |                                          | Black Hole                                   | Rachael                     |                 |
| 2002 |                                          | Jane White Is Sick & Twisted                 | Tiffany                     |                 |
| 2002 |                                          | The Year That Trembled                       | Pam Hatch                   |                 |
| 2002 |                                          | Hip, Edgy, Sexy, Cool                        | Sissie                      |                 |
| 2004 |                                          | Raising Genius                               | Lacy Baldwin                |                 |
| 2004 |                                          | Quiet Kill                                   | eladó az állatkereskedésben |                 |
| 2007 |                                          | Hack!                                        | Emily                       |                 |
| 2008 | Gyilkos hőség                            | Heatstroke                                   | Caroline                    |                 |
| 2009 |                                          | 21 and a Wake-Up                             | Jenny Valentine             |                 |
| 2010 | Scooby-Doo! Abrakadabra!                 | Scooby-Doo! Abracadabra-Doo                  | Madelyn Dinkley (hangja)    | Huszárik Kata   |
| 2010 | Superman/Shazam – Black Adam visszatér   | Superman/Shazam!: The Return of Black Adam   | Sally (hangja)              |                 |
| 2012 |                                          | Flatland 2: Sphereland                       | Aero                        |                 |
| 2012 |                                          | Mancation                                    | Rebecca                     |                 |
| 2014 | Ahol a remény terem                      | Where Hope Grows                             | Susan Malcolm               |                 |
| 2016 | Tini szuperhősök – Az év hőse            | DC Super Hero Girls: Hero of the Year        | Gyilkos Fagy (hangja)       | Kis-Kovács Luca |
| 2017 | A Jetson család és a pankrátor robotok   | The Jetsons & WWE: Robo-WrestleMania!        | Judy Jetson (hangja)        | Györke Laura    |
| 2018 | Lego Tini szuperhősök – Gonosz gimi      | Lego DC Super Hero Girls: Super-Villain High | Gyilkos Fagy (hangja)       | Hermann Lilla   |
| 2018 | DC Super Hero Girls: Legends of Atlantis |                                              | Gyilkos Fagy (hangja)       |                 |
| 2019 |                                          | The Fiddling Horse                           | Leslie Heart                |                 |

Rövidfilmek
- 2001: Speechless... – Dana Woodman
- 2002: Reality School – Szexi Sally
- 2004: Intermission – alvajáró

### Televízió
Tévéfilmek
| Év   | Magyar cím                               | Eredeti cím                                | Szerep                 | Magyar hang   |
| ---- | ---------------------------------------- | ------------------------------------------ | ---------------------- | ------------- |
| 1990 | Hogyan töltöttem a nyaram                | Camp Cucamonga                             | Lindsey Scott          |               |
| 1994 | Ne add el a gyermeked!                   | Moment of Truth: Cradle of Conspiracy      | Kristin Guthrie        |               |
| 1996 |                                          | Justice for Annie: A Moment of Truth Movie | Annie Mills Carman     |               |
| 2005 | Az ítéletidő urai                        | Path of Destruction                        | Katherine Stern        |               |
| 2006 |                                          | Inspector Mom                              | Maddie Monroe          |               |
| 2007 | Maddie nyomoz: Gyerekrablás tíz lépésben | Inspector Mom: Kidnapped in Ten Easy Steps | Maddie Monroe          |               |
| 2012 |                                          | Love at the Christmas Table                | Katherine "Kat" Patton |               |
| 2013 | Tasmán ördögök                           | Tasmanian Devils                           | Alex                   | Makay Andrea  |
| 2013 |                                          | The Wrong Woman                            | Ellen Plainview        |               |
| 2015 | Mindent a tökéletes esküvőért!           | Perfect Match                              | Jessica Summers        | Ruttkay Laura |
| 2015 | Karácsony megkoronázása                  | Crown for Christmas                        | Allie Evans            |               |
| 2016 |                                          | My Christmas Dream                         | Christina              |               |
| 2016 | A szív harangjai                         | Wedding Bells                              | Molly Quinn            | Kardos Eszter |
| 2017 |                                          | Mommy, I Didn't Do It                      | Ellen Plainview        |               |
| 2017 | Csók a tábortűznél                       | Campfire Kiss                              | Dana                   | Roatis Andrea |
| 2017 |                                          | Coming Home for Christmas                  | Lizzie                 |               |
| 2018 | Mindörökké Valentin-nap                  | Very, Very, Valentine                      | Helen                  |               |
| 2018 | Szerelmes tervezés                       | Love in Design                             | Hannah                 |               |
| 2018 | Karácsony Grand Valley-ben               | Christmas At Grand Valley                  | Kelly                  |               |
| 2019 | Kutyául meghasadt szív                   | Love and Sunshine                          | Ally Craig             |               |
| 2019 | Karácsony Dollywoodban                   | Christmas at Dollywood                     | Rachel                 |               |
| 2020 |                                          | Christmas She Wrote                        | Kayleigh King          |               |
| 2021 |                                          | You, Me & the Christmas Trees              | Olivia Arden           |               |
| 2022 | A téli palota                            | The Winter Palace                          | Emily Miller           |               |
| 2022 |                                          | Christmas at the Drive-In                  | Sadie Walker           |               |
| 2023 |                                          | Swing Into Romance                         | Christine Sims         |               |

Sorozatok
| Év        | Magyar cím                                      | Eredeti cím                              | Szerep                              | Megjegyzések                                                                                      |
| --------- | ----------------------------------------------- | ---------------------------------------- | ----------------------------------- | ------------------------------------------------------------------------------------------------- |
| 1985–1987 | Alkonyzóna                                      | The Twilight Zone                        | Nola tízévesen / Deidre Dobbs       | 2 epizód                                                                                          |
| 1988–1993 |                                                 | The Wonder Years                         | Winnie Cooper                       | főszereplő                                                                                        |
| 1989      |                                                 | The Super Mario Bros. Super Show!        | Patty (hangja)                      | 1 epizód                                                                                          |
| 1992      | A bolygó kapitánya                              | Captain Planet and the Planeteers        | Lisa (hangja)                       | 1 epizód                                                                                          |
| 1994      | Babylon 5                                       | Babylon 5                                | Aria Tensus                         | 1 epizód                                                                                          |
| 1994      | Walker, a texasi kopó                           | Walker, Texas Ranger                     | Laurie Maston                       | - 1 epizód - magyar hangja: Szénási Kata                                                          |
| 1994      |                                                 | Sirens                                   | Alison Trent                        | 1 epizód                                                                                          |
| 1998      | Szerelemhajó                                    | Love Boat: The Next Wave                 | Mary Dutton                         | 1 epizód                                                                                          |
| 1998–1999 | Talpig pácban                                   | Working                                  | Jolie                               | 2 epizód                                                                                          |
| 1999      |                                                 | Random Play                              | lány                                | 1 epizód                                                                                          |
| 2000–2004 |                                                 | Static Shock                             | Freida Goren (hangja)               | visszatérő szereplő                                                                               |
| 2001      | Az ügyosztály                                   | The Division                             | Wendy                               | 1 epizód                                                                                          |
| 2001      |                                                 | Even Stevens                             | Sandrine                            | 1 epizód                                                                                          |
| 2002      | Az igazság ligája                               | Justice League                           | Sapphire Stagg (hangja)             | 1 epizód                                                                                          |
| 2002–2003 | Az elnök emberei                                | The West Wing                            | Elsie Snuffin                       | 8 epizód                                                                                          |
| 2004      | Texas királyai                                  | King of the Hill                         | Sharona / Misty (hangja)            | 2 epizód                                                                                          |
| 2004      |                                                 | Game Over                                | Elsa / Renee (hangja)               | visszatérő szereplő (1. évad)                                                                     |
| 2004      | Century City – A jövő fogságában                | Century City                             | Sally                               | 1 epizód                                                                                          |
| 2004      |                                                 | Eve                                      | Claudia                             | 1 epizód                                                                                          |
| 2005      | NCIS                                            | NCIS                                     | Erin Kendall                        | 1 epizód                                                                                          |
| 2005      | Jack és Bobby                                   | Jack & Bobby                             | Keirsten                            | 1 epizód                                                                                          |
| 2005      | New York rendőrei                               | NYPD Blue                                | Rosemary                            | 1 epizód                                                                                          |
| 2005      | Mrs. Klinika                                    | Strong Medicine                          | Natalie Pascal                      | 1 epizód                                                                                          |
| 2005–2007 | Így jártam anyátokkal                           | How I Met Your Mother                    | Trudy                               | 2 epizód                                                                                          |
| 2006      | Cyberchase, avagy kalandozások a cyber világban | Cyberchase                               | Wanda (hangja)                      | 1 epizód                                                                                          |
| 2006–2007 |                                                 | Inspector Mom                            | Maddie Monroe                       | visszatérő szereplő (1. évad)                                                                     |
| 2007      |                                                 | Random! Cartoons                         | Katerina "Kat" Metropoulos (hangja) | 1 epizód                                                                                          |
| 2008–2014 | Phineas és Ferb                                 | Phineas and Ferb                         | Becky / egyéb szereplők (hangja)    | 4 epizód                                                                                          |
| 2010      | Agymenők                                        | The Big Bang Theory                      | Abby                                | 1 epizód                                                                                          |
| 2010–2013 | Generátor Rex                                   | Generator Rex                            | Claire (hangja)                     | 3 epizód                                                                                          |
| 2010–2022 | Az igazság ifjú ligája                          | Young Justice                            | Megan Morse / Miss Martian (hangja) | - főszereplő - magyar hangja:[forrás?] - Dögei Éva                                                |
| 2011      | G. I. Joe Renegátok                             | G.I. Joe: Renegades                      | Leia nővér (hangja)                 | 1 epizód                                                                                          |
| 2012      |                                                 | The Nerdist: Tribute to Science          | önmaga                              | talk show                                                                                         |
| 2013      | Az amerikai tini titkos élete                   | The Secret Life of the American Teenager | önmaga                              | 1 epizód                                                                                          |
| 2013      |                                                 | Nerdist: Course of the Force             | fejvadász                           | 1 epizód                                                                                          |
| 2014      | Transformers Mentő Botok                        | Transformers: Rescue Bots                | Hayley (hangja)                     | 2 epizód                                                                                          |
| 2014      |                                                 | Dancing with the Stars                   | önmaga                              | versenyző                                                                                         |
| 2015      |                                                 | Miss America 2016                        | önmaga                              | zsűritag                                                                                          |
| 2015      | King of the Nerds                               |                                          | önmaga                              | zsűritag                                                                                          |
| 2015–2017 | MC2 küldetés                                    | Project Mc2                              | Quial                               | - főszereplő - magyar hangja:[forrás?] - Kiss Virág Magdolna                                      |
| 2015–2018 | DC Super Hero Girls                             | DC Super Hero Girls                      | Gyilkos Fagy (hangja)               | - visszatérő szereplő - magyar hangja:[forrás?] - Ruttkay Laura (1. évad) Mezei Kitty (2-3. évad) |
| 2015–2018 | Impractical Jokers – Totál szívatás             | Impractical Jokers                       | önmaga                              | 3 epizód                                                                                          |
| 2016–2018 | Shimmer és Shine, a dzsinn testvérek            | Shimmer and Shine                        | Layla (hangja)                      | 3 epizód                                                                                          |
| 2016–2018 | Milo Murphy törvénye                            | Milo Murphy's Law                        | Veronica (hangja)                   | 2 epizód                                                                                          |
| 2018      | A tini nindzsa teknőcök felemelkedése           | Rise of the Teenage Mutant Ninja Turtles | Taylor Martin (hangja)              | 1 epizód                                                                                          |
| 2019–2021 |                                                 | Matchmaker Mysteries                     | Angie Dove                          | 3 epizód                                                                                          |
| 2021–2022 |                                                 | Home Economics                           | Alison                              | 2 epizód                                                                                          |